# Біличанка-НПУ
Біличанка-НПУ — український жіночий футзальний клуб із Коцюбинського, заснований у 1993 році. Багаторазовий чемпіон України.

## Історія
Спочатку це була шкільна спортивна секція з футболу для дівчаток, яка збиралася три рази в тиждень у спортивному залі середньої школи № 18. Дівчата зацікавилися «хлопчачим» видом спорту. Серед піонерок жіночого футболу слід виділити Мельник Світлану, Драганчук Наташу, Камінську Оксану, Мухіну Валентину, Янковську Ірину, Коваленко Олену, Третяк Наталю, Черненко Альону, Швидку Людмилу, Симоненко Ірину, Слабоспицьку Ірину, Галку Юлію, Шкурат Тетяну.
У 1993 році тренер побачив, що команда достатньо виросла і вимагає серйознішої організаційної структури. Виникла ідея створення футбольного клубу, який би мав юридичний статус, об'єднував команди різного віку, міг представляти колектив на різних рівнях. Ця мета була досягнута у червні 1993 року, коли був офіційно зареєстрований ФК «Біличанка-93». На зорі існування клубу допомогу його колективу надавали нині покійний Іван Андрійович Садовський, директор Біличанського ДОКу, і Олександр Олександрович Медведєв, директор заводу «Теплозвукоізоляція». У тому ж 1993 році у Коцюбинському силами клубу був проведений перший міжнародний турнір за участю 8 команд із Коцюбинського, Москви й Києва.
У 1995 році команда клубу вперше взяла участь у Всеукраїнських змаганнях із футзалу — прем'єрному чемпіонаті України серед жіночих команд. 14—15-річні дівчата посіли останнє місце, але відчули смак великої гри.
У 1996 році команда з невеликого Коцюбинського перемогла на Першості України серед дівчат 1982 року народження. Зайченко Оксана, Корбут Катя, Лясковська Юля, Форсюк Олеся, Кириченко Аня, Сміляни Валя, Климчук Галя, Горобець Аліна, Володько Аня, Антонюк Олеся вперше привезли в селище золоті медалі першості держави. Частина з них виступала і за дорослу команду, у яку були запрошені кілька іногородніх спортсменок. Чемпіонками стали коцюбинчанки Симоненко Ірина, Мухіна Валентина, Швидка Людмила.
З 1996 року дівочі команди з Коцюбинського в дитячих першостях України не опускалися нижче 3-го місця у всіх вікових категоріях. Відтоді найбільшу підтримку клубу став надавати Голова правління Біличанське меблевої фабрики Роман Петрович Швед, завдяки якому команда виросла, стала на ноги й досягла успіхів. У середині 1990-х років почали з'являтися нові імена: Широка Інна, Климчук Галина, Глєбова Олена, Кривенко Алла, Кухта Тетяна, Гурська Галина, Пушак Марія, Горобець Аліна, Гусак Ольга, Форсюк Юлія. Вони були лідерами в будь-яких дівочих змаганнях, а згодом і лідерами дорослої команди і збірної України.
У 1998 році в Ірпені дівчата виграли організований клубом міжнародний турнір за участю 6 команд, у тому числі з Києва, Мінська і Москви. Москвичок дівчата здолали у вирішальному матчі. Тогоріч були також перемоги над молодіжною збірною Австралії в Полтаві 10:2 і 3:1, куди австралійки прилетіли відвідати міжнародний турнір.
Цей досвід став у нагоді команді з Біличів, що набирає обороти, в Кубку України 1999 року, де вони несподівано для багатьох дійшли до фіналу, але поступилися полтавцям. Біличанки вже близькі до лідерів за рівнем гри, що дало їм змогу виграти в цьому ж році «Кубок Спартака» в Москві, де у фіналі вони перемогли московську «Катюшу».
2000 рік ознаменувався бронзою чемпіонату України і участю в Міжнародному турнірі в Болгарії, де дівчата змагалися з лідерами європейського футзалу. Медалей не завоювали, але багаж досвіду поповнили. Відтоді команда стала представляти й спортивне товариство «Колос». Його голова Блощаненко Станіслав Васильович допомагав команді у вирішенні багатьох проблем.
У 2001 році «Біличанка» виграє престижний турнір у Мінську, завойовує срібло Чемпіонату України, здобуває перемогу в Перших юнацьких іграх України з футболу в Чернігові, де в драматичному фіналі, завдяки єдиному голу Форсюк Юлії, дівчата завоювали золоті медалі змагань.
У 2002 році «Біличанка» в рамках Кубку України після напруженої боротьби перемагає у фіналі амбітний і заможний київський «Соцтех» із рахунком 3:2. Голами в тому поєдинку відзначилися Кухта Тетяна, Гусак Ольга і Горобець Аліна. У тому ж 2002 році «Біличанка» дебютує в Кубку Євразії, який проходив у Полтаві. Там дівчата стали четвертими з 10 найкращих команд СНД. Особливо ефектною була перемога над досвідченою командою «Кемрюкча» зі столиці Азербайджану м. Баку — 12:5.
2003 рік — бронза в Чемпіонаті і перемоги у всіх дівочих першостях.
2004 рік закріпив за клубом «Біличанка» право вважатися лідером жіночого футзалу в Україні: він виграв і Чемпіонат, і Кубок України цього сезону. У фіналі Кубка дівчата здолали принципових суперниць із чернігівського клубу «Фортуна-Спартак» із рахунком 3:0. Два голи забила Кривенко Алла і один Горобець Аліна. У Чемпіонаті дівчата до останнього туру йшли нога в ногу з луганським «Інтерпластом», і, щоб виграти чемпіонат, потрібно було перемогти на виїзді черкаську «Мінору». Дівчата виконали завдання (8:0) — і стали чемпіонками. Команда відчувала велику підтримку селищного голови Василя Серафимовича Пікулика, який сам відвідував усі матчі команди і знав усі її біди і радості. Молодші дівчата у складі збірної Київської області тогоріч перемогли у Спартакіаді школярів України по великому футболу, здолавши у фіналі суперниць-черніговчанок із рахунком 4:0 (по два голи забили Широка Іра і Пахолок Аня). Широка Ірина, Лук'яненко Альона, Шеремет Катерина, Солоп Тетяна, Сич Світлана, Малишка Катерина згодом заграли у вищій лізі.
У 2004—2007 роках знаменний ще одним тріумфом «Біличанки» — перемогою в Кубку Євразії у Воронежі, де дівчата виграли всі матчі, а у фіналі обіграли команду зі столиці Росії «Чертаново» — 3:0. Відзначилися Климчук Галина, Форсюк Юлія і Горобець Аліна. Уперше в честь їхньої перемоги пролунав гімн України і був піднятий прапор уркїнський держави. У той момент у багатьох із них на очах були сльози, вони про це давно мріяли.
У наступні три роки команда клубу, яка стала називатися «Біличанка-НПУ» (завдяки тісній співпраці з Національним педагогічним університетом ім. М. П. Драгоманова, де навчалися і вчаться більшість дівчат), задавала тон у всіх змаганнях, але повторити чемпіонський успіх не змогла через те, що відбувалася зміна поколінь. Команду за сімейними обставинами покинули кілька досвідчених гравців. Команді діставалися тільки срібні нагороди. У ці роки велику допомогу команді надавав Микола Васильович Горовий, начальник управління фізичної культури і спорту Київської обласної державної адміністрації.
Клуб посів 1-ше місце на міжнародному турнірі в Ейндховені (Голландія) в 2006 році. Далі — 1-ше місце в Санкт-Петербурзі в 2007 році. Ці дві поїздки, як і поїздка на Кубок Націй у Португалію, були здійснені завдяки допомозі ректора Національного педагогічного університету ім. М. П. Драгоманова Віктора Петровича Андрущенко, який надавав і надає команді усіляку підтримку.
Наступна перемога «Біличанки-НПУ» відбулася в Москві на Кубку Євразії 2007 р. Для виходу у фінал цього турніру спортсменкам потрібно було перемогти команду з Бішкека з різницею в 15 м'ячів. І спромоглися обіграти її з рахунком 20:0! У фіналі «Біличанка-НПУ» обіграла киянок — 4:2 і вдруге привезла Кубок Євразії додому.
Сезон 2007—2008 років видався одним із найвдаліших. У вересні 2007 р. «Біличанка-НПУ» приймає в гості Чемпіона Азії — збірну Узбекистану і тричі здобуває перемогу — 4:2, 7:1 і 8:1. Потім без жодної поразки виграє Спартакіаду України (у фіналі перемігши полтавчанок із рахунком 8:0). У квітні 2008 року, представляючи свій рідний університет, дівчата з Коцюбинського завоювали золоті медалі Перших Студентських ігор України та завершили цей сезон перемогою у Чемпіонаті України (також без жодної поразки) і феєричним фіналом у Кубку України, у якому була переможена команда «Богдан-ЧНУ» (Черкаси) — 11:1.
Сезон ознаменувався також тим, що команда була запрошена до Португалії на Кубок націй, який розіграли шість найкращих команд за рейтингом ФІФА. Там «Біличанка-НПУ» стала четвертою. Спортсменкам протистояли «Бенфіка» (Португалія), «Сабесп» (Бразилія), ФАН «Ледіс» (Японія), «Фемезала» (Іспанія), «Меріленд» (США).
Спортсменки грали в Росії, Білорусі, Латвії, Польщі, Німеччині, Болгарії, Голландії, Словаччині, Португалії, Молдові, Румунії, Ірані, Чорногорії, Словенії, Італії, Крім представниць цих країн, вони грали проти вірменок, киргизок, узбечок, азербайджанок, австралійок, молдаванок, болгарок, бразилійок, американок, малазійок, швейцарок, сербок. Дівчата грали з представниками близько 500 міст і містечок України та світу. Біличанка-НПУ — рекордсмен України. Її рекордний матч-марафон із футзалу, який тривав 24 години 17 хвилин безперервно, занесений у Книгу рекордів України. За час існування клубу свої сили в його рядах випробували близько 3000 дівчат. Серед найкращих молодих гравців клубу зараз можна сміливо назвати Павленко Олену, Дубицьку Іру, Поліщук Машу, Прокопенко Аню, Личко Карину, Шульгу Аню, Мартинюк Таню. Добрі спогади залишили Широка Інна, Главацька Юля, Мальцева Еля, Степура Галя, Савченко Маша, Кочур Аня, Побережник Олена, Лозова Олена, Хоптінськая Лена, Криваченко Маша, Колесник Олена і багато-багато інших.
З 2008 року почалася золота ера «Біличанки». Відтоді вона не поступалася чемпіонським п'єдесталом нікому. Кубок України також із 2008 року безперервно у «Біличанки-НПУ». В 2008 перемагає на міжнародному турнірі «Thelena Cup» в Угорщині.
2009 рік був досить вдалим для дівчат. 13—15 жовтня жіноча збірна України, створена на базі «Біличанки-НПУ», зіграла три товариських матчі в Ірані із збірною цієї країни. Дві перші гри були тренувальними і відбувалися за відсутності глядачів. Іранцям за законами шаріату не дозволено дивитися на голі руки і коліна дівчат. Їх гравці з дозволу ФІФА грають у спортивних штанях і футболках із довгими рукавами. Наші ж грали перші два матчі у своїй футбольній формі. Результат перших двох ігор був визначним тим, що українки після перельоту, який не був особливо важким, потрапили зовсім в інші кліматичні умови. Повітря сухе, з пилюкою. Окрім того, грати перші дві гри довелося не на паркеті, як наші звикли, а на синтетичному покритті. Багатьом нашим дівчатам так і не вдалося звикнути до покриття залу, взуття все одно ковзало. Через це навіть було кілька травм. До того ж суперник був дуже добре підготовлений в усіх компонентах і налаштований рішуче. Іранки у своєму тренувальному залі були мов риба у воді. І хоча не без зусиль, але перемогли у першому матчі 5:1. У другому поєдинку українки вирішили узяти реванш і дуже багато атакували, деколи затискуючи суперниць у їхньому штрафному майданчику, але не змогли реалізувати вдосталь гольових моментів, пропускаючи у свої ворота чи не після кожної контратаки. У результаті не менш прикрі цифри на табло — 4:9. Залишалася надія на останній матч, який організатори оголосили офіційним товариським і перед яким звучали і гімни країн, і майоріли прапори, і прийшли уболівальники, і знімало телебачення. Українки були змушені грати у формі, подібній до одягу господарок, який прикривав руки і коліна. Гра відбувалася в залі Центру олімпійської підготовки і на паркетному покритті. Це відразу далося взнаки. Наші швидко відкрили рахунок. Суперник не поспішав відіграватися і чекав атак України, але наші спортсменки, пам'ятаючи попередній матч, намагались витягувати суперника з оборони і довго контролювали м'яч. Після того, як українки забили другий гол, суперниці кинулися відіграватися і почали грубо порушувати правила, але судді заплющували на це очі, аби врятувати своїх землячок. Але наші дівчата «впіймали» кураж і грамотно оборонялися. Тоді арбітри почали вигадувати порушення. Іранки пробили два десятиметрових (один впіймала Ірина Мельничук, а після другого удару м'яч не влучив у рамку воріт), але на цьому судді не зупинились і наприкінці тайму призначили пенальті у ворота українок, з якого господаркам вдалось один гол одквитати. На більше іранок не вистачило, тому матч закінчився з рахунком 2:1 на користь наших землячок. Цього ж, 2009, року «Біличанка» знову виграла міжнародний турнір «кубок Хелени».
2010 рік став приємною несподіванкою для «Біличанки», а особливо для Аліни Горобець (нападник «Біличанки»). Починаючи з 2007 року популярний міжнародний футзальний портал «Футзалпленет» визначає найкращих гравців планети за підсумками року. Для всіх українських шанувальників цього виду спорту приємною несподіванкою стала новина про те, що найкращою футзалісткою світу 2009 року визначено українську дівчину Аліну Горобець. Лише замисліться, на секундочку, — найкраща в світі! Окрім тріумфу Аліни Горобець, 2010 рік для «Біличанки» ознаменувався тим, що команда стала переможцем міжнародного турніру з фут залу «Кубок Хеткуті» (Угорщина). Дуже важливою для команди стала участь у турнірі «Кубок шести націй» (Кубок Чемпіонів). «Україна підкорює Фехервар» — саме з такими заголовками вийшли статті в угорських ЗМІ та інтернет ресурсах. 19 серпня наш колектив прибув на місце змагань — затишне містечко Секешфехервар. Перший день розіграшу кубка відразу визначив фаворитів турніру і команд, які могли зачепитися в боротьбі за найвищу нагороду. Як і прогнозувалося до початку турніру, одним із головних претендентів на перемогу був місцевий клуб-господар «Веста». Організатори турніру віщували, що у чемпіона Угорщини можуть бути важкі матчі з італійками та українками. І не прогадали… І цей турнір завершився для «Біличанки» перемогою (В фіналі грали з «Вестою», рахунок 4:1). До речі, найкращим голкіпером цього турніру стала наша Ірина Мельничук. Турнір завершився, а емоції продовжують переповнювати всіх учасників «Кубка Чемпіонів». Незважаючи на ті результати і позиції, які команди зайняли по завершенню турніру — атмосфера змагань була на вищому рівні. В 2010 році «Біличанка-НПУ» виграла міжнародний турнір в Угорщині в м. Мор та Кубок 6 націй у м. Секешфехервар. А в складі збірної України наші дівчата стали першими в Міжнародному турнірі в м. Москва, де перемогли збірні Ірану, Угорщини і Росії.
А тепер трішки фактів та цифр стосовно 2011-го. За цей рік дівчата «Біличанки-НПУ» зіграли 46 матчів за клуб та 10 — за збірну (не враховуючи численні тренувальні ігри). В більшості матчів біличанки перемагали. Так, наприклад, у всіх матчах Чемпіонату та Кубку України наші дівчата ні разу не програли. Приємним спогадом залишиться виграш у четвертий раз поспіль «золотого дублю» — Чемпіонату та Кубку країни. Восени дівчата порадували перемогою на Всеукраїнському турнірі серед ВУЗів у м. Суми, де також виграли усі матчі. Особливо приємними були перемоги під прапором збірної України в ірані 2:1, 4:1, 5:3, в Угорщині з угорками — 8:0 і чорногорками — 13:0. Також добре запам'яталась достойна поразка від самих іспанок — 3:6. До золотих медалей Чемпіонату та Кубку біличанки додали 1-ше місце в першій лізі; 1 місце в Першості України серед дівчат 1994—1995 рр. н.; 1-ше місце в першості області. За участі біличанок було проведено декілька турнірів серед дітей і дорослих: «Будуємо майбутнє разом», «Кубок пам'яті Садовського», «Будь у команді переможців», «Кубок виклику», «Ми — за майбутнє дітей». За цей рік було зіграно багато цікавих ігор із різними чоловічими командами.
2012 — Ще одною визначною перемогою стало перше місце в міжнародному турнірі «Roma Capitale» в м. Рим(Італія) в 2012 р. В цьому році біличанки знову здобувають золотий дубль України. А головна подія відбулася у грудні 2012, в Португалії. Саме в цей період гравці «Біличанки-НПУ» у складі жіночої збірної України вперше в історії беруть участь на Чемпіонаті світу з футзалу. Після напружених матчів зі збірними Коста-Рики, Малайзії, Росії, Іспанії та Японії наші українки здобули почесне 5 місце в світі.

## Титули та досягнення

### Всеукраїнські турніри
- Чемпіон України (10): 1996, 2004, 2008, 2009, 2010, 2011, 2012, 2013, 2014, 2015 років.
- Володар Кубка України (10 (рекорд)): 2002, 2004, 2008, 2009, 2010, 2011, 2012, 2013, 2014, 2015 років.
- Срібний призер чемпіонату України (3): 2005, 2007, 2016 років.
- Бронзовий призер чемпіонату України (3): 2000, 2001, 2003 років.
- Фіналіст Кубка України (3): 1998, 2000, 2016 років.
- Багаторазовий чемпіон України з футзалу серед дівочих команд.

### Міжнародні турніри
- Переможець турніру з футболу на призи ФСТ «Спартак» м. Москва 1996 року
- Переможець турніру з футзалу «Кубок 8 березня» 1998, 1999, 2000 років м. Ірпінь
- Переможець турніру з футзалу «Кубок Едель» 2000 року смт. Мінськ
- Володар Кубка Євразії 2004 і 2007 років (серед найкращих клубних команд СНД і країн Центральної Європи)
- Переможець турніру з футзалу «Кубок IUTT» 2006 року (Нідерланди)
- Переможець футбольного фестивалю «Білі ночі» в м. Санкт-Петербург 2007 р.
- Переможець турніру з футзалу «Thelena Cup» 2008, 2009, 2012, 2013, 2014 років (Угорщина)
- Переможець турніру з футзалу «Hétkúti kupa» 2010 р. (Угорщина)
- Переможець турніру з футзалу «Six Nation Cup» (Кубок Чемпіонів) 2010 р. (Угорщина)
- Переможець турніру з футзалу «Roma Capitale» 2012 р. (Рим, Італія)
- Срібний призер турніру з футзалу «Roma Capitale» 2013 р. (Рим, Італія)

## Склад команди 2014—2015
На 1 травня 2015 року
| №      | Повне ім'я         | Позиція   | Національність |
| 1      | Мельничук Ирина    | Воротар   | Україна        |
| 6      | Бесідовська Наталя | Воротар   | Україна        |
| 2      | Соломаха Вікторія  | Нападник  | Україна        |
| 15     | Павленко Олена     | Нападник  | Україна        |
| 5      | Поліщук МАРІЯ      | Захисник  | Україна        |
| 7      | Ігнатенко Маріанна | Нападник  | Україна        |
| 10 (к) | Малишко Катерина   | Універсал | Україна        |
| 11     | Шеремет Катерина   | Універсал | Україна        |
| 16     | Марченко Ірина     | Нападник  | Україна        |
| 13     | Сидоренко Анна     | Нападник  | Україна        |
| 17     | Сидоренко Тетяна   | Нападник  | Україна        |
| 20     | Личко Каріна       | Нападник  | Україна        |
| 21     | Шульга Анна        | Нападник  | Україна        |
| 22     | Прокопенко Анна    | Захисник  | Україна        |
| 24     | Дубицька Ірина     | Захисник  | Україна        |
| 25     | Васковець Марія    | Захисник  | Україна        |
| 29     | Мартинюк Тетяна    | Захисник  | Україна        |

## Цікаві факти
- 2015_"БІЛИЧАНКА-НПУ" ЗДОБУЛА ІСТОРИЧНЕ ДЕСЯТЕ ЧЕМПІОНСТВО УКРАЇНИ [Архівовано 4 березня 2016 у Wayback Machine.]
- 2014_"Біличанка НПУ" — дев'ятиразовий володар Кубка України! [Архівовано 16 липня 2014 у Wayback Machine.]
- 2013_"Біличанка" — восьмикратний чемпіон України з футзалу серед жіночих команд [Архівовано 9 травня 2013 у Wayback Machine.]
- 2013_"Біличанка" повернулась із Риму зі сріблом [Архівовано 7 травня 2022 у Wayback Machine.]
- 2011_"Біличанка НПУ" — шестиразовий чемпіон України з футзалу серед жіночих команд
- 2007_Жіночий клуб «Біличанка-93» встановив рекорд України [Архівовано 26 березня 2022 у Wayback Machine.]